# Flyboys – Helden der Lüfte
Flyboys – Helden der Lüfte ist ein amerikanischer Kriegsfilm aus dem Jahre 2006, der die Doppeldecker-Luftschlachten des Ersten Weltkrieges und eine Liebesgeschichte zum Thema hat. Deutscher Kinostart war der 10. Mai 2007.

## Handlung
1916: Seit mehr als zwei Jahren tobt der Erste Weltkrieg. Die USA nehmen noch nicht am Krieg teil, doch einige amerikanische Piloten machen sich auf, um in Europa für die Alliierten Frankreich und Großbritannien gegen das Deutsche Reich zu kämpfen. Sie treten der Lafayette Escadrille, der Fliegerstaffel freiwilliger Amerikaner, bei. Doch rasch stellen die Männer fest, dass sie dort nur verheizt werden, überlebt ein Pilot der Staffel doch meist nur drei bis sechs Wochen im Kampf gegen die deutschen Piloten.
Eine Führungsrolle nimmt dabei der furchtlose Blaine Rawlings ein, der zudem noch eine Romanze mit der Französin Lucienne beginnt. Bester Flieger der Staffel ist allerdings der erfahrene Reed Cassidy, der aber im Kampf gegen den sogenannten „schwarzen Falken“, seinem Erzfeind unter den deutschen Piloten, getötet wird.
Rawlings macht sich daraufhin auf eigene Faust auf, seinen Freund zu rächen und greift, mit Unterstützung seiner Kollegen, den Stützpunkt des „Schwarzen Falken“ an. Im Luftkampf wird Rawlings Flugzeug beschädigt und sein Maschinengewehr zerstört. Der „Schwarze Falke“ zerschießt Rawlings Maschine weiter und verletzt ihn. Dann fliegt er einen Parallelkurs, deutet mit einer Daumenbewegung über die Kehle das bevorstehende Ende an, setzt sich wieder hinter Rawlings und lädt durch. Rawlings fliegt daraufhin eine Fassrolle, setzt sich dadurch seinerseits neben den Deutschen, zückt seinen Revolver und tötet den Feind durch einen Kopfschuss und zwei Körpertreffer.
Das Geschwader, das inzwischen die anderen beteiligten deutschen Flugzeuge abschießen konnte, kehrt daraufhin zu seinem Stützpunkt zurück. Der Film endet mit einer kurzen Erzählung, wie die Schicksale der Überlebenden bis zum Ende des Krieges und darüber hinaus verliefen.

## Sonstiges
- Der Film wurde in Hertfordshire in Großbritannien gedreht, wo zuvor bereits der Kriegsfilm Der Soldat James Ryan und die Miniserie Band of Brothers – Wir waren wie Brüder entstanden.
- Das amerikanische Geschwader nutzt im Film die Nieuport-17-Doppeldecker, während die Deutschen den legendären Dreidecker Fokker Dr.I fliegen. Dieser vor allem durch Manfred von Richthofen bekannte Flugzeugtyp wurde allerdings zum Zeitpunkt des Hauptteils der Filmhandlung (ab 1916) noch gar nicht eingesetzt. Weiterhin waren nur die Flugzeuge der Richthofen-Staffel bunt bemalt, und nur Richthofens Flugzeug war gelegentlich vollständig rot. Historisch korrekt hätten die Deutschen in der für den Film in Frage kommenden Zeitspanne eher mit den Doppeldeckern Albatros D.I, D.II und D.III fliegen müssen.
- Ein deutsches Fliegerass namens „Der Schwarze Falke“ in einem schwarzen Fokker-Dreidecker hat es nie gegeben. Dennoch könnte die Figur des „Schwarzen Falken“ von dem deutschen Jagdflieger Eduard von Schleich abgeleitet sein, der durch den schwarzen Anstrich seiner Flugzeuge als „Schwarzer Ritter“ bekannt wurde, aber im Gegensatz zur Filmfigur den Ersten Weltkrieg überlebte.
- Die Luftkämpfe entstanden durchweg durch CGI und das Motion-Capture-Verfahren. Dies zeigt sich besonders durch die unrealistische Darstellung des Flugverhaltens der Maschinen und der geflogenen Manöver weitab aller Gesetze von Physik und Aerodynamik.
- Tchéky Karyo hatte einen Gastauftritt als Oberstleutnant Valois. Die Szene wurde aber herausgeschnitten und ist nur auf dem Bonusmaterial der DVD zu sehen.

## Rezeption

### Einspielergebnis
In den USA floppte die 60 Millionen Dollar teure Produktion. Dort startete der Film am 22. September 2006 und spielte an den Kinokassen nur 13 Millionen Dollar ein. So zählte das Branchenmagazin Variety den Film zu den größten Flops des Jahres 2006.

### Kritiken
Der Film erhielt überwiegend negative Kritiken. Für Thomas Abeltshauser von der Welt waren die Schlachtsequenzen „das einzig Positive, was man zu Tony Bills Actionfilm über die Lafayette Esquadrille sagen kann“; so könne keiner der Darsteller dem „lahmen Drehbuch Sinn oder seiner Figur glaubwürdige Tiefe abgewinnen“.
Kathrin Häger vom film-dienst bemängelte ebenfalls die Charaktere, die sich „mitsamt ihren Flugzeugnasen ganz tief in den Matsch längst überkommener Männlichkeits- und Kriegspathos-Klischees“ bohren. Der Handlung sprach sie jegliche Plausibilität ab: „Wenn im Auge des Todes das männliche Kameradschafts- und Pflichtgefühl über die lähmende Angst triumphiert und das zuvor eingeimpfte Rassen- und Klassendenken nivelliert wird, dann zieht traurigerweise gerade dieses pathetische Überkommen von Vorurteilen und Ängsten den Zuschauer in die peinlichen Untiefen des Films, die auch durch die unlogischen „Handlungsbrücken“ in dünnluftiger Höhe nicht ausgeglichen werden.“